# Anuropus kussakini
Anuropus kussakini är en kräftdjursart som beskrevs av Galina S. Vasina 1998. Anuropus kussakini ingår i släktet Anuropus och familjen Anuropidae. Inga underarter finns listade i Catalogue of Life.